# ヤンセン・パネッティーア
ヤンセン・パネッティーア（Jansen Panettiere、1994年9月25日 - 2023年2月19日）は、アメリカ合衆国の俳優。

## 急逝
2023年2月19日、ニューヨークの自宅にて死亡しているのが確認された。28歳没。警察は事件性は無いとしている。

## 出演作品
- レジェンド・オブ・メダリオン -時空を越えた秘密の島-